# El Brendel
Elmer Goodfellow Brendel, detto El (Filadelfia, 25 marzo 1890 – Los Angeles, 9 aprile 1964), è stato un attore statunitense.

## Filmografia parziale

### Cinema
- Maschere russe (You Never Know Women), regia di William A. Wellman (1926)
- Man of the Forest, regia di John Waters (1926)
- Il demone dell'Arizona (Arizona Bound), regia di John Waters (1927)
- Ali (Wings), regia di William A. Wellman (1927)
- Rolled Stockings, regia di Richard Rosson (1927)
- I due rivali (The Cock-Eyed World), regia di Raoul Walsh (1929)
- Giorni felici (Happy Days), regia di Benjamin Stoloff (1929)
- Giustizia dei ghiacci (Frozen Justice), regia di Allan Dwan (1929)
- Fifì dimmi di sì (Hot for Paris), regia di Raoul Walsh (1929)
- Il grande sentiero (The Big Trail), regia di Raoul Walsh (1930)
- I prodigi del 2000 (Just Imagine), regia di David Butler (1930)
- I gioielli rubati (The Stolen Jools - The Slippery Pearls), regia di William C. McGann (1931) - cortometraggio
- Sempre rivali (Women of All Nations), regia di Raoul Walsh (1931)
- Risveglio (West of Broadway), regia di Harry Beaumont (1931)
- La piccola emigrante (Delicious), regia di David Butler (1931)
- Handle with Care, regia di David Butler (1932)
- The Last Trail, regia di James Tinling (1933)
- La legge della foresta (God's Country and the Woman), regia di William Keighley (1937)
- The Holy Terror, regia di James Tinling (1937)
- Stella del Nord (Happy Landing), regia di Roy Del Ruth (1938)
- L'idolo di Broadway (Little Miss Broadway), regia di Irving Cummings (1938)
- La valle dei giganti (Valley of the Giants), regia di William Keighley (1938)
- The House of Fear, regia di Joe May (1939)
- Se fosse a modo mio (If I Had My Way), regia di David Butler (1940)
- L'indiavolata pistolera (The Beautiful Blonde from Bashful Bend), regia di Preston Sturges (1949)
- The She-Creature, regia di Edward L. Cahn (1956)

### Televisione
- Cowboy G-Men – serie TV, 4 episodi (1952-1953)
- I Married Joan – serie TV, 3 episodi (1954)
- La mia piccola Margie (My Little Margie) – serie TV, 2 episodi (1953-1955)
- The Bob Cummings Show – serie TV, 2 episodi (1957-1958)